# Стоян Шиндаров
Стоян Димитров Шиндаров е български офицер, генерал-майор.

## Биография
Роден е на 23 октомври 1927 г. в Панагюрище. От 1947 до 1950 г. учи в Народното военно училище в София. От 1951 г. е командир на батарея. На следващата година е направен командир на дивизия. Между 1953 и 1955 г. е слушател във Военната академия. От 1955 до 1959 г. е началник-щаб на втора зенитно-артилерийски бригада. В периода 1959 – 1968 г. е командир на втора зенитно-ракетна бригада. Между 1968 и 1970 г. е командир на първа дивизия ПВО. През 1969 г. става генерал-майор. В периода 1970 – 1975 г. е началник на Зенитно-ракетни войски на българската армия. От 1975 г. е началник на катедра „ПВО“ във Военната академия. През 1978 г. е понижен в звание полковник и зачислен в запаса.

## Военни звания
- Лейтенант (1950)
- Генерал-майор (30 август 1969)
- Полковник (1978)

## Образование
- Народно военно училище „Васил Левски“ (1947 – 1950)
- Военна академия (1953 – 1955)